# Burmagomphus schneideri
Burmagomphus schneideri là loài chuồn chuồn trong họ Gomphidae. Loài này được Do mô tả khoa học đầu tiên năm 2011.